# Clavaria rosea
Clavaire rose
Espèce
Synonymes
- Clavaria rubella Pers.[1]
- Clavaria swartzii Dalman[1]

La Clavaire rose, (Clavaria rosea) est une espèce de champignons basidiomycètes, appartenant à l’ordre des Agaricales et à la famille des Clavariaceae. Ce champignon présent sur l'ensemble de l'hémisphère Nord est caractérisé par sa forme de massue rose.

## Description

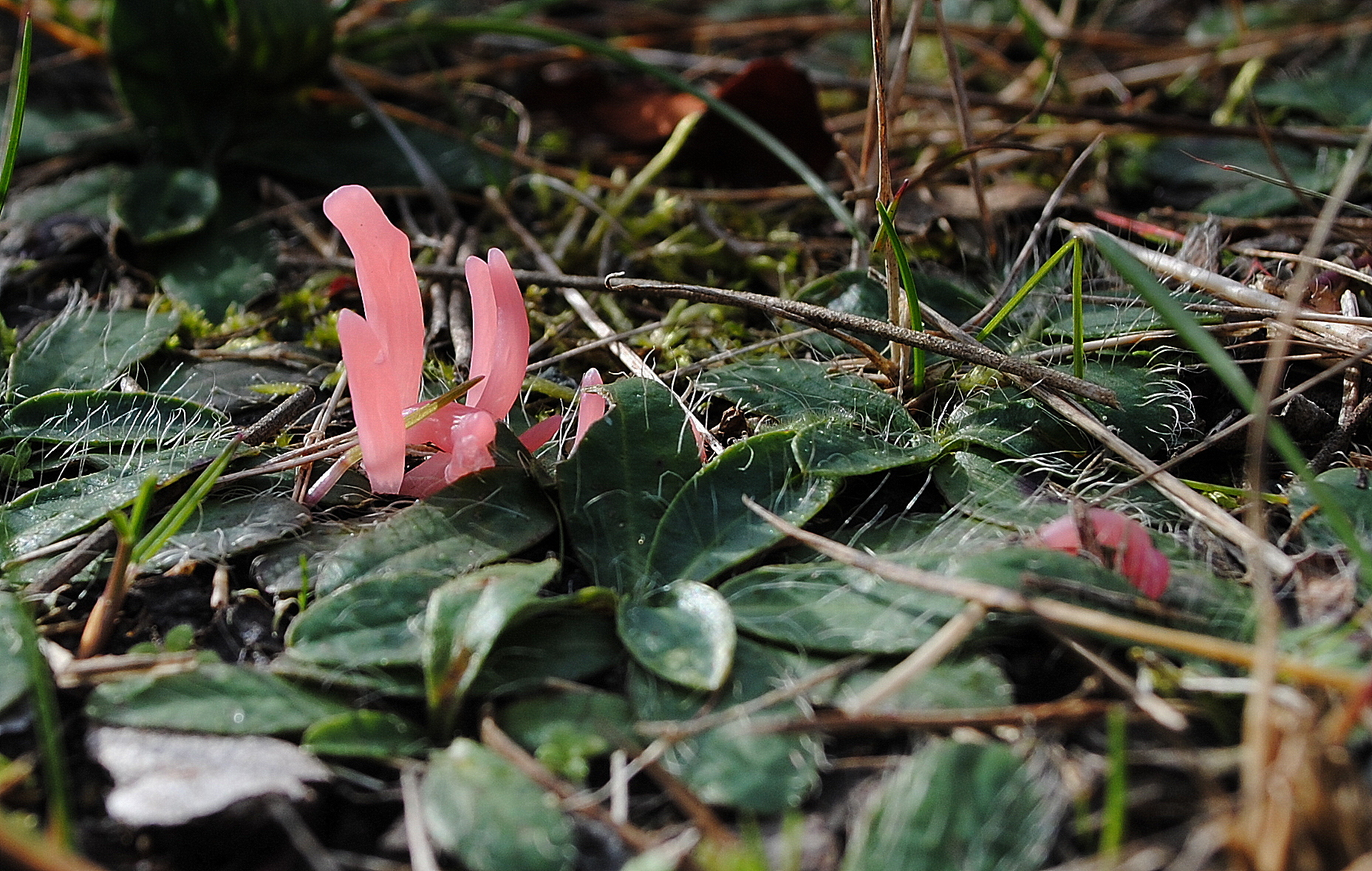
Clavaria rosea, le Clavaire rose

La clavaire rose ne comporte pas de chapeau distinct et n’est, en apparence, qu’une tige verticale élargie sur le haut et mesurant de 2 et 6 cm pour 1 à 5 mm d'épais. Ce basidiome est en forme de fuseau et aplati. Sa base varie entre une forme cylindrique et atténuée alors que son bout est arrondi. La tige est fragile, lisse, pleine et courtement bifurquée à dentée. Sa couleur oscille entre le rose pâle, le rose vif, le rougeâtre et le pourpre ; son apex se décolore avec l'âge en tendant vers le jaune. Le pied, pâle, absent à peu distinct, mesure jusqu’à 1,1 cm de hauteur pour 2 mm d'épais. Sa chair est fragile et cassante et est de la même couleur que la cuticule ou bien de couleur blanche à rose foncé sous la structure portant les cellules fertiles, l'hyménophore. Sa saveur et son odeur sont indistincts.
Le système hyphal de Clavaria rosea est monomitique, c’est-à-dire qu'elle est constituée uniquement de filaments fertiles. Elles ne sont pas bouclées et mesurent entre 4 et 10 µm de diamètre. Ses basides, également non bouclées à la base, mesurant 7 µm de diamètre, produisent leurs spores par quatre. Les spores sont transparentes teintées de blanc, de jaune ou de couleur crème, de forme ellipsoïde, trapue et légèrement aplatie. Leur taille se situe entre 5 et 8 µm par 2,5 à 3,5 µm.

## Distribution et habitat
Ce champignon holarctique, est considéré comme rare en Amérique du Nord et en Europe. Il pousse sur le sol des forêts mixtes, parmi les herbes ou les mousses et dans les alvars d’épinettes et de genièvres, habitat naturel ouvert présentant une végétation clairsemée ainsi que près des sentiers forestiers. Sa croissance se fait de manière solitaire à pratiquement grégaire.

## Comestibilité
La clavaire rose est comestible mais sa saveur et son odeur sont insipides.